# Óscar Córdoba
Pour les articles homonymes, voir Cordoba.
Óscar Córdoba, né le 3 février 1970 à Cali (Colombie), est un footballeur colombien, qui évoluait au poste de gardien de but à l'Atlético Nacional, au Deportivo Cali, au Deportes Quindío, à Millonarios, au Once Caldas, à l'América Cali, à Boca Juniors, à Pérouse, à Beşiktaş et à Antalyaspor ainsi qu'en équipe de Colombie.
Córdoba ne marque aucun but lors de ses soixante-treize sélections avec l'équipe de Colombie entre 1993 et 2009. Il participe à la coupe du monde de football en 1994 et 1998 et à la Copa América en 1993, 1995, 1999 et 2001 avec la Colombie.

## Biographie
Córdoba a commencé sa carrière professionnelle avec l'Atlético Nacional de Medellin en 1988 mais fut transféré au Deportivo Cali dès 1989 puis prêté au Deportes Quindío en 1990. En 1991, il change de nouveau de club pour les Millonarios de Bogotá. Il y restera deux ans, jusqu'en 1993, où il signe pour l'América de Cali avec lequel il remporte le Championnat de Colombie en 1997.
Après ce titre, il part pour l'Argentine et la prestigieuse équipe de Boca Juniors et inscrit à son palmarès de nombreux succès : Tournoi Ouverture 1998 et 2000, Tournoi Clôture 1999, la Copa Libertadores en 2000 et 2001 et la Coupe intercontinentale en 2000.
En janvier 2002, Il s'estime alors prêt pour jouer en Europe et il choisit l'Italie en s'engageant avec Perugia mais après seulement une demi-saison, il est transféré en Turquie au Beşiktaş Istanbul. Après quatre saisons dans le Bosphore, il rejoint Antalyaspor. En Turquie, il a souvent joué contre un autre grand gardien colombien : Faryd Mondragon (Galatasaray).
Le style de Córdoba est assez différent de celui de ses contemporains. Il ne se contente pas de la surface de réparation et opère comme un autre défenseur. Il a notamment une grosse qualité de relance. Il se considère, finalement, plus comme un meneur de jeu que comme un simple gardien.

## Carrière
- 1988 : Atlético Nacional
- 1989-1990 : Deportivo Cali
- 1990 : Deportes Quindío
- 1991-1992 : Millonarios
- 1993 : Once Caldas
- 1993-1997 : América Cali
- 1997-2001 : Boca Juniors
- 2002 : Pérouse
- 2002-2006 : Beşiktaş
- 2006-2007 : Antalyaspor
- 2007-2008 : Deportivo Cali
- 2008-2009 : Millonarios  [1]

## Palmarès

### En équipe nationale
- 73 sélections et 0 but avec l'équipe de Colombie entre 1993 et 2009[2].
- Vainqueur de la Copa América 2001.
- Troisième de la Copa América 1993 et de la Copa América 1995.
- Participe au premier tour de la coupe du monde 1994 et de la coupe du monde 1998.
- Quart-de-finaliste de la Copa América 1999.

### Avec l'America Cali
- Vainqueur du Championnat de Colombie de football en 1997.

### Avec Boca Juniors
- Vainqueur de la Copa Libertadores en 2000 et 2001.
- Vainqueur de la Coupe intercontinentale en 2000.
- Vainqueur du Championnat d'Argentine de football en 1998 (Tournoi d'ouverture), 1999 (Tournoi de cloture) et 2000 (Tournoi d'ouverture).

### Avec Beşiktaş
- Vainqueur du Championnat de Turquie de football en 2003.
- Vainqueur de la Coupe de Turquie de football en 2006.

### Avec Millonarios
- Vainqueur de la Copa Cafam en 2009.